# Soverato
Soverato är en stad och kommun i provinsen Catanzaro i Kalabrien i Italien. I slutet av juli varje år hålls här Magna Grecia Film Festival.